# Armando Annuale
Armando Annuale (* 5. Juni 1884 in Neapel; † 20. März 1962 in Rom) war ein italienischer Schauspieler.

## Leben
Annuale diplomierte 1908 an der „Accademia di Santa Cecilia“ im Schauspielfach und wirkte ab 1910 am Theater. Der kleine und magere Schauspieler war ab 1937 bis 1960 auch in zahlreichen kleinen Rollen, oft auch ohne Erwähnung, von Filmen zu sehen, u. a. in Das süße Leben.

## Filmografie (Auswahl)
- 1919: La leggenda dei tre fiori
- 1937: Pietro Micca
- 1952: Abenteuer in Rom (When in Rome)
- 1960: Das süße Leben (La dolce vita)